# Ján Bystrický
Ján Bystrický (13. května 1922 Levoča – 3. června 1986 Bratislava) byl slovenský geolog.

## Život
Studoval na gymnáziu v Levoči. Ve studiu pokračoval na Přírodovědecké fakultě Univerzity Komenského v Bratislavě, kterou absolvoval v roce 1947. Dva roky pracoval jako učitel ve Spišské Nové Vsi, později působil jako asistent v Geologickém ústavu Slovenské technické univerzitě v Bratislavě. V letech 1953 až 1959 pracoval v Geologickém ústavu Dionýze Štúra, mezitím zároveň v podniku „Východoslovenský rudný prieskum“ v Spišské Nové Vsi. V období 1959 až 1964 pracoval v Geologickém průzkumu v Žilině, následně v Geologickém ústavu Slovenské akademe věd. Zabýval se rozborem vápenců pro Východoslovenské železárny, rozbory keramických materiálů a sádrovce. Tyto poznatky částečně dále využil ve svých vědeckých pracích o mezozoiku, zejména triasu, který zkoumal na základě rozborů fosilních řas. Přispěl tak k objasnění mnoha otázek stavby Západních Karpat. Zabýval se také stratigrafií a podílel se na sestavovaní geologických map Malé a Velké Fatry, Slovenského krasu, Muráňské planiny a Spišsko-gemerského rudohoří. Od roku 1973 byl předsedou Karpatsko-balkánské geologické asociace. Jeho manželkou byla slovenská mikropaleontoložka a vysokoškolská pedagožka Hedviga Bystrická.

## Publikace
Byl autorem, nebo se podílel na vydání 90 vědeckých prací. Mezi nejvýznamnější patří:
- Slovenský kras: Stratigrafia a Dasycladaceae mezozoika Slovenského krasu (1964)
- Triassic of the West Carpathians Mts.: guide to excursion D (1973)
- Outline of the Structure of the West Carpathians: guide-book for geological excursions (společně s Dimitrijem Andrusovem a Oto Fusánem)